# Toyota TF103
La Toyota TF103 fu una vettura di Formula 1 con cui il team giapponese affrontò la stagione 2003. Disegnata da Gustav Brunner, fu pilotata dal francese Olivier Panis e dal brasiliano Cristiano da Matta, campione in carica della CART. I due sostituirono Mika Salo e Allan McNish, piloti titolari nella stagione precedente.
Per il progetto della vettura la Toyota stanziò circa 350 milioni di euro e i vertici della scuderia dichiararono che l'obiettivo per la stagione era di qualificare almeno uno dei due piloti tra i primi dieci ad ogni gara e di raggiungere costantemente la zona punti. Nei fatti il miglior risultato fu un quinto posto ottenuto da Panis in Germania, mentre entrambi i piloti riuscirono a qualificarsi al terzo posto in un'occasione a testa.

## Presentazione
La vettura venne ufficialmente presentata l'8 gennaio 2003 al Circuito Paul Ricard, in Francia.

## Sviluppo
La TF103 aveva un disegno molto tradizionale, e fu considerata dallo stesso costruttore più come una 'logica evoluzione' dalla vettura che la precedette, la TF102. Più leggera (circa 90 kg di meno) e più sottosterzante, la vettura vide l'impegno principale oltre che di Gustav Brunner anche di Keizo Takahashi, capo del coordinamento tecnico. L'aerodinamica si ispirava a quella della vincente Ferrari F2002. La vettura disponeva anche di un cambio nuovo che però dette dei problemi di affidabilità. Altri problemi venivano dati dal sistema di alimentazione. 

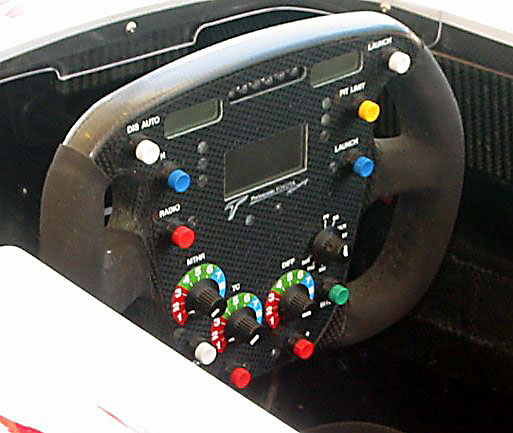
Lo sterzo della vettura.

Dalla gara di Silverstone, vennero presentate dalle migliorie aerodinamiche.
Il più importante sviluppo rispetto alla TF102 derivò dal motore: il RVX-03 fu testato per la prima volta nel settembre 2002 e presentava due vantaggio rispetto al RVX-02; era più leggero e più potente. Il responsabile del propulsore era l'ingegnere italiano Luca Marmorini.

## Carriera agonistica

### La stagione
Le prestazioni della TF103 superarono quelle della TF102, facendo segnare in tutto 16 punti, 10 con Da Matta e 6 con Panis. Le due vetture occuparono anche i primi due posti in gara durante il Gran Premio di Gran Bretagna, ciò grazie alla confusione portata in pista da un invasore, Neil Horan, all'undicesimo giro. Da Matta fu capace di resistere in testa fino al giro 29.
Panis fu capace, nel Gran Premio di Indianapolis, di partire in terza posizione, così come da Matta in Giappone, seguito, sempre in seconda fila, dal suo compagno di scuderia. Panis fece segnare il terzo miglior tempo in gara in Germania, in cui giunse quinto, miglior risultato fino al quel momento per la scuderia. Al termine della stagione la scuderia si classifica nel campionato costruttori all'ottavo posto.

## Risultati completi
| Anno | Team                    | Motore            | Gomme | Piloti   |     |     |     |    |     |     |    |    |     |    |    |   |     |     |     |    | Punti | Pos. |
| ---- | ----------------------- | ----------------- | ----- | -------- | --- | --- | --- | -- | --- | --- | -- | -- | --- | -- | -- | - | --- | --- | --- | -- | ----- | ---- |
| 2003 | Panasonic Toyota Racing | Toyota RVX-03 V10 | M     | Panis    | Rit | Rit | Rit | 9  | Rit | Rit | 13 | 8  | Rit | 8  | 11 | 5 | Rit | Rit | Rit | 10 | 16    | 8º   |
| 2003 | Panasonic Toyota Racing | Toyota RVX-03 V10 | M     | da Matta | Rit | 11  | 10  | 12 | 6   | 10  | 9  | 11 | Rit | 11 | 7  | 6 | 11  | Rit | 9   | 7  | 16    | 8º   |

| Legenda | 1º posto     | 2º posto | 3º posto    | A punti         | Senza punti/Non class.  | Grassetto – Pole position Corsivo – Giro più veloce |
| Legenda | Squalificato | Ritirato | Non partito | Non qualificato | Solo prove/Terzo pilota | Grassetto – Pole position Corsivo – Giro più veloce |